# Merizocera brincki
Merizocera brincki is een spinnensoort uit de familie Psilodercidae. De soort komt voor in Sri Lanka.